# Cordillera de las Raíces
La cordillera de las Raíces es un cordón de montañas situado en la Región de la Araucanía.: 748 
Se levanta hasta 2100 m de altitud en el origen del río Cautín y lo separa del origen del río Lonquimay.
La ruta internacional 181, que conecta la ciudad de Victoria con Argentina, atraviesa la cordillera en el homónimo túnel Las Raíces, por una extensión de 4,5 km, siendo el túnel más largo de Chile.